# Luise Halbe

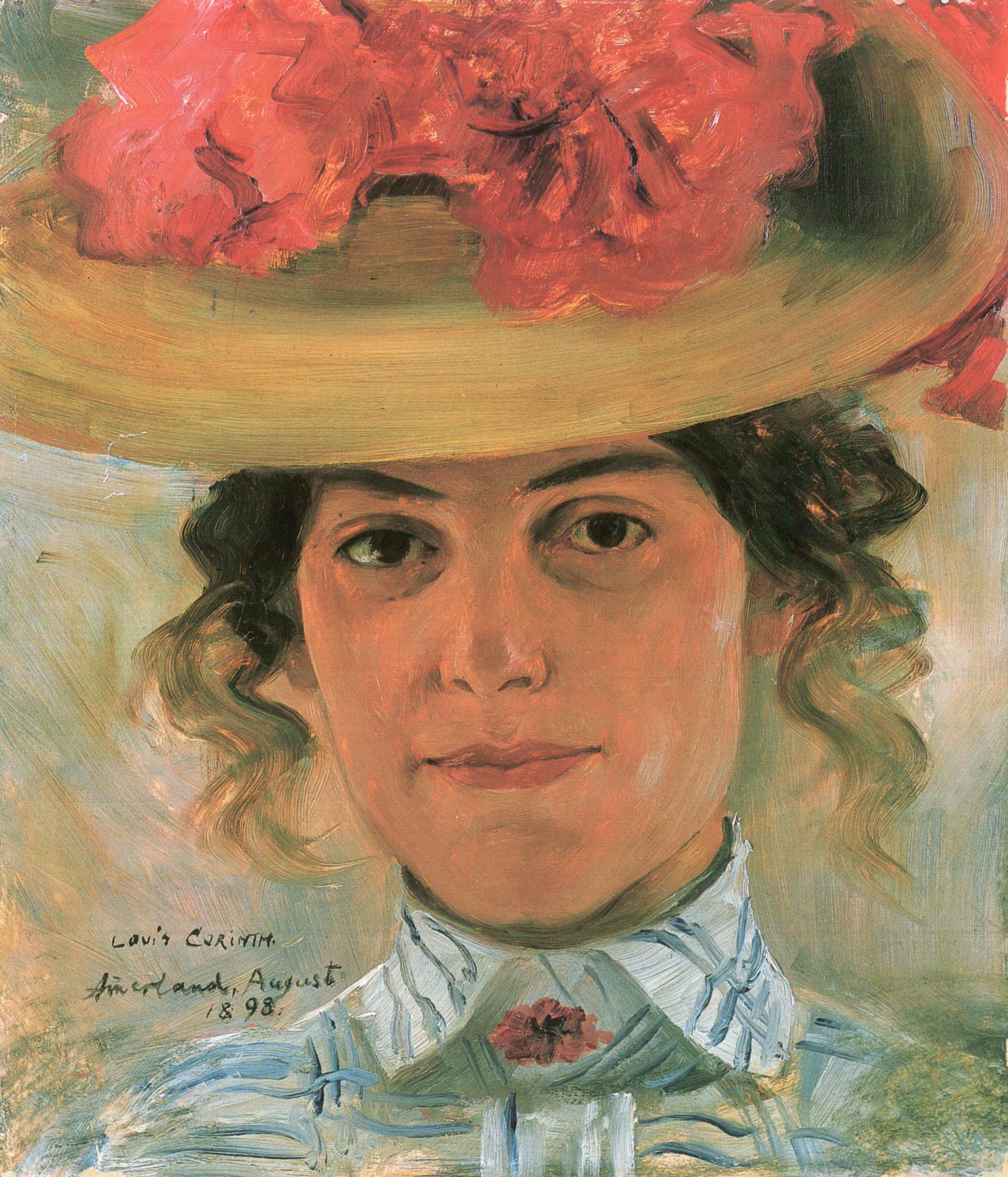
Luise Halbe, porträtiert von Lovis Corinth (1898)

Luise Christiane Halbe (* 14. Juli 1867 in Kreischau bei Leipzig; † 24. März 1957; geborene Heck) war die Ehefrau des deutschen Schriftstellers Max Halbe (1865–1944).

## Werdegang
Luise Heck kam als Tochter des Schmiedemeisters Christian Gottlieb Heck zur Welt. 1890 heiratete sie Max Halbe und übersiedelte mit ihm 1895 dauerhaft nach München. Aus der Ehe gingen drei Kinder hervor: Robert (* 1891), Schauspieler, Anneliese (1894–1986) und Max Waldemar (* 1896).
Nach dem Tod ihres Mannes gründete sie 1953 in München die Max-Halbe-Gesellschaft zur Pflege seines literarischen Nachlasses.

## Ehrungen
- 1955: Verdienstkreuz (Steckkreuz) der Bundesrepublik Deutschland
„für ihre besonderen Verdienste um die deutsche Literatur“